# ژرمی بسکن
ژرمی بسکن (فرانسوی: Jérémy Bescond‎؛ زادهٔ ۲۷ فوریهٔ ۱۹۹۱ ‏(۳۴ سال)) دوچرخه‌سوار اهل فرانسه است.
از باشگاه‌هایی که در آن رکاب زده‌است می‌توان به تیم دوچرخه‌سواری کوفیدیس و سن میشل–اوبر۹۳ اشاره کرد.